# Kouadio Konan Bertin
Pour les articles homonymes, voir KKB.
Kouadio Konan Bertin, dit « KKB », né le 26 décembre 1968 à Lakota, est un homme politique ivoirien. Il est député de Port-Bouët de 2011 à 2016. Il est candidat indépendant aux élections présidentielles de 2015 et en 2020. De décembre 2020 à octobre 2023, il est ministre de la Réconciliation et de la Cohésion nationale dans les gouvernements Achi I et II. Le 20 juin 2024, KKB est nommé ambassadeur de la Côte d'Ivoire au Gabon avec résidence à Libreville.

## Biographie

### Enfance et scolarité
Né à Lakota, dans le sud de la Côte d'Ivoire, d’une mère dida et d’un père planteur de cacao baoulé, Kouadio Konan Bertin se considère comme « le fruit d’un métissage ivoirien ». Il est l'aîné d'une fratrie de six enfants. 
Étudiant à l'université d'Abidjan, il s'oppose à la toute-puissance de la Fédération estudiantine et scolaire de Côte d’Ivoire (FESCI) qu'il juge trop radicale, et crée en 1994 la Cellule de réflexion et d'actions concrètes (CERAC).  
Il se considère comme « un pur produit de l’enseignement public ivoirien d’avant la crise ».

### Militant politique

#### Débuts
Militant de l'organisation de Jeunesse du PDCI créée en 1991, il soutient l'action du président Félix Houphouët-Boigny puis du président Henri Konan Bédié qui lui succède à sa mort le 7 décembre 1993.

#### Coup d'Etat de 1999
Kouadio Konan Bertin émerge sur la scène politique à la suite du coup d'État du général Guéï contre le président Henri Konan Bédié, le 24 décembre 1999.
KKB, alors quasiment inconnu et absent des instances du parti, mobilise les étudiants et se dresse contre la junte militaire en exigeant le retour du Président exilé en France, et ce alors que les pontes du PDCI veulent « enterrer » discrètement ce dernier en lui ôtant la tête du parti. 

#### Cadre du PDCI et député
Par ses prises de position publiques, Kouadio Konan Bertin gagne en audience dans le cœur des militants du PDCI. En 2003, après le retour d'exil d'Henri Konan Bédié, KKB se rapproche de lui et est élu président des Jeunes du PDCI. Il le considère comme son père politique et le choisit pour être témoin à son mariage.
Il soutient la candidature de Henri Konan Bédié à l'élection présidentielle de 2010 (qui aboutit à la victoire d'Alassane Ouattara, RDR).
Lors des élections législatives de 2011, Kouadio Konan Bertin est élu député de la commune de Port-Bouët avec 93,81 % des suffrages. Son mandat à la présidence des Jeunes du PDCI se termine en 2013.
En 2013, il crée l’émoi en voulant briguer la tête du parti à l’occasion du congrès ordinaire face à ce même Henri Konan Bédié, théoriquement exclu de la course par la limite d'âge.

#### Opposant à l'«appel de Daoukro» et candidat à l'élection présidentielle de 2015
Le 17 septembre 2014, le président du PDCI prononce « l’appel de Daoukro », dans lequel il appelle à se rallier, bien avant le premier tour, à la candidature d'Alassane Ouattara pour l'élection présidentielle de 2015, une décision qui provoque une grave crise au sein du parti et que KKB considère comme une trahison. 
Dès le 5 décembre 2014, KKB annonce sa candidature à l'élection présidentielle. Interrogé sur le sens de sa démarche, il se justifie en expliquant qu'il est le candidat pour sauver le PDCI car ne pas avoir de candidat en 2015, c’est participer ensemble à la mise à mort du parti. 
Le 26 février 2015, soit deux jours avant le congrès du PDCI qui doit officiellement valider la candidature d'Alassane Ouattara comme candidat unique du RHDP, KKB et trois autres personnalités du parti (l'ancien Premier ministre Charles Konan Banny, l'ex-ministre des Affaires étrangères Essy Amara et le député Jérôme Kablan Brou) annoncent leur décision de ne pas se rendre à l'évènement. Cette fronde n'empêche pas la décision de ne pas présenter de candidat d'être approuvée par 98,84 % des militants du PDCI lors du congrès (dans une « atmosphère aux accents soviétiques »).
Toutefois, KKB refuse de quitter le PDCI, arguant du fait que « créer un nouveau parti, ce serait trahir Félix Houphouët Boigny ».
Le scrutin se déroule le 25 octobre 2015. Alassane Ouattara recueille 83,66 % des suffrages et devance le candidat du FPI, Pascal Affi N’Guessan (9,29 %). Kouadio Konan Bertin, quant à lui, n'obtient que 3,88 %.

#### Réconciliation avec Henri Konan Bédié
Le 10 avril 2017, le PDCI, en séminaire à Bingerville, s'accorde sur le principe de désigner un candidat issu de ses rangs en vue de la présidentielle de 2020. Deux mois plus tard, KKB renoue avec son parti, estimant qu'avec cette décision, il n'existe plus de motif de division.
Après une montée des tensions entre les deux alliés du RHDP, Henri Konan Bédié tranche le 14 décembre 2018, au micro de France 24, en déclarant que « l'alliance RHDP qui date de 2005 n'existe plus ». Autrement dit, le PDCI redevient de facto le premier parti d'opposition à Alassane Ouattara.
Deux ans après son retour au PDCI, KKB est reçu en audience par son "père" Bédié.
En juin 2020, KKB dépose sa candidature au scrutin interne du PDCI pour désigner le candidat pour la bataille de 2020. Mais le 2 juillet 2020, sa candidature est rejetée par les instances du parti pour vices de forme. Henri Konan Bédié a en effet décidé de se représenter une nouvelle fois, et est désigné candidat, selon le secrétariat général du PDCI, par 99,67 % des suffrages exprimés. Selon l'analyse de RFI, « pour ne prendre aucun risque, le Sphinx ne tolère aucune concurrence en interne ».

#### Candidat à l'élection présidentielle de 2020
Sa candidature rejetée par les instances de son parti, KKB prend la décision une nouvelle fois de se présenter une nouvelle fois hors les murs du PDCI.
Le 14 septembre 2020, le Conseil constitutionnel rend sa décision. Sur les 44 candidatures en lice, seulement 4 sont validées, celles ayant recueilli les signatures d’au moins 1 % des inscrits dans 17 régions du pays.
Cette validation, alors que d'autres candidats mieux placés ne l'ont pas obtenue, suscite une vive polémique, une portion non négligeable de l'opposition et certains observateurs accusant Alassane Ouattara d’avoir minutieusement choisi cet adversaire et exclu les autres grâce à ses liens supposés avec le président du Conseil constitutionnel, Mamadou Koné, et KKB de faire le jeu du pouvoir en affaiblissant la candidature de Bédié.
En conséquence de sa candidature, KKB est exclu du PDCI.
La cérémonie d’investiture de KKB se tient le 4 octobre 2020, à la salle Anoumabo du palais de la culture d’Abidjan-Treichville.
Sur fond de violences pré-électorales et à un mois du scrutin prévu le 31 octobre 2020, Henri Konan Bédié appelle à « la désobéissance civile », rapidement rejoint dans son appel par Pascal Affi N'Guessan. KKB indique le 24 septembre 2020 que « la Côte d’Ivoire a besoin de paix » et qu'il « ne cautionne pas ce genre d’aventure ».
Kouadio Konan Bertin remporte 2,01 % des suffrages en deuxième position derrière le président sortant Alassane Ouattara (95,31 %).

### Ministre de la Réconciliation nationale
Kouadio Konan Bertin est nommé le 15 décembre 2020, ministre de la Réconciliation et de la Cohésion nationale,, avec pour mission de renforcer « la cohésion nationale et la réconciliation des fils et des filles de Côte d’Ivoire ». Il est reconduit à son poste dans le gouvernement de Patrick Achi, en fonction depuis le 6 avril 2021,.
Le 25 mai 2021, lors dès 8e édition des Marley d’Or, Kouadio Konan Bertin reçoit une distinction pour son engagement pour la paix.
En septembre 2021, une enquête est ouverte contre Kouadio Konan Bertin à la suite d'une plainte pour viol déposée par une artiste ivoiro-camerounaise. Peu après, KKB dépose une plainte pour « escroquerie » et « diffamation » contre son accusatrice.
Kouadio Konan Bertin n'est pas reconduit dans le gouvernement Mambé formé en octobre 2023. Il est remplacé au ministère de la Cohésion nationale par Myss Belmonde Dogo.

### Ambassadeur de la Côte d'Ivoire au Gabon
Le 20 juin 2024, Kouadio Konan Bertin est nommé ambassadeur extraordinaire et plénipotentiaire de la république de Côte d'Ivoire près de la république du Gabon avec résidence à Libreville sous la présidence du général Brice Clotaire Oligui Nguéma,,.

## Distinctions
- 2021 : Prix pour l'engagement de la paix à la 8e édition des Marley d'Or[35].